# 莫尔日河畔马特尔
莫尔日河畔马特尔（法語：Martres-sur-Morge，法語發音：[maʁtʁ syʁ mɔʁʒ]）是法国多姆山省的一个市镇，位于该省北部，属于里永区。

## 地理
莫尔日河畔马特尔（45°56'13"N, 3°13'13"E）面积8.22 平方千米，位于法国奥弗涅-罗讷-阿尔卑斯大区多姆山省，该省份为法国中南部省份，北起阿列省接壤，东临卢瓦尔省，南至上盧瓦爾省和康塔爾省，西接科雷兹省和克勒兹省。
与莫尔日河畔马特尔接壤的市镇（或旧市镇、城区）包括：萨尔东、埃讷扎、克莱尔朗德、圣伊尼亚、叙拉、莫尔日河畔瓦雷讷。
莫尔日河畔马特尔的时区为UTC+01:00、UTC+02:00（夏令时）。

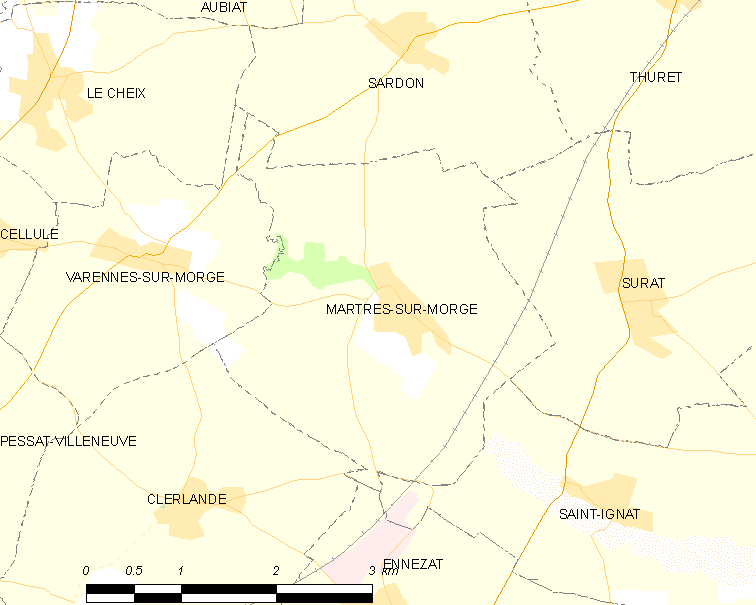
莫尔日河畔马特尔的OSM定位图

## 行政
莫尔日河畔马特尔的邮政编码为63720，INSEE市镇编码为63215。

## 政治
莫尔日河畔马特尔所属的省级选区为艾格佩斯县。

## 人口

1962-2008年间莫尔日河畔马特尔人口变化图示

莫尔日河畔马特尔于2022年1月1日时的人口数量为732人。